# Fuchshöhe
Die Fuchshöhe ist mit einer Höhe von 728,1 m ü. NHN der höchste Berg der Ortschaft Arnsfeld (Gemeinde Mildenau) im Erzgebirgskreis (Sachsen). Bei Wanderern und Radfahrern ist sie als Ausflugsziel sehr beliebt, zumal die Möglichkeit besteht, sich in ein Gipfelbuch einzutragen.

## Geographische Lage
Die Fuchshöhe befindet sich südöstlich von Arnsfeld. Sie trennt die Täler des Rauschenbachs im Osten und des Arnsfelder Dorfbachs im Westen. Beide verlaufen in Richtung Norden, wo sie in Niederschmiedeberg in die Preßnitz münden. Bezüglich der naturräumlichen Gliederung gehört die Fuchshöhe zum sächsischen Erzgebirge. In der feineren Untergliederung liegt sie im Mittleren Erzgebirge auf dem Höhenrücken an der oberen Preßnitz.
Von der Fuchshöhe sind folgende Berge der Umgebung zu sehen: Pöhlberg (831,1 m) bei Annaberg-Buchholz im Westen, der Bärenstein (897,8 m) bei der gleichnamigen Gemeinde Bärenstein (Erzgebirge) im Südwesten und der Haßberg (994 m) im tschechischen Teil des Erzgebirges im Südosten.

## Fuchshöhenkönig
Im Rahmen der Radveranstaltung Grenzlandtour können Sportbegeisterte in den Disziplinen Mountainbike, E-Bike und Laufen ganzjährig die 2,2 km lange Bergroute vom Sportlerheim in Arnsfeld zur Fuchshöhe bewältigen. Die Prämierung des Fuchshöhenkönigs findet jährlich am Veranstaltungstag der Grenzlandtour statt. Auf der Distanz zur Fuchshöhe wird ein Höhenunterschied von 126 Metern bewältigt.

## Bildergalerie

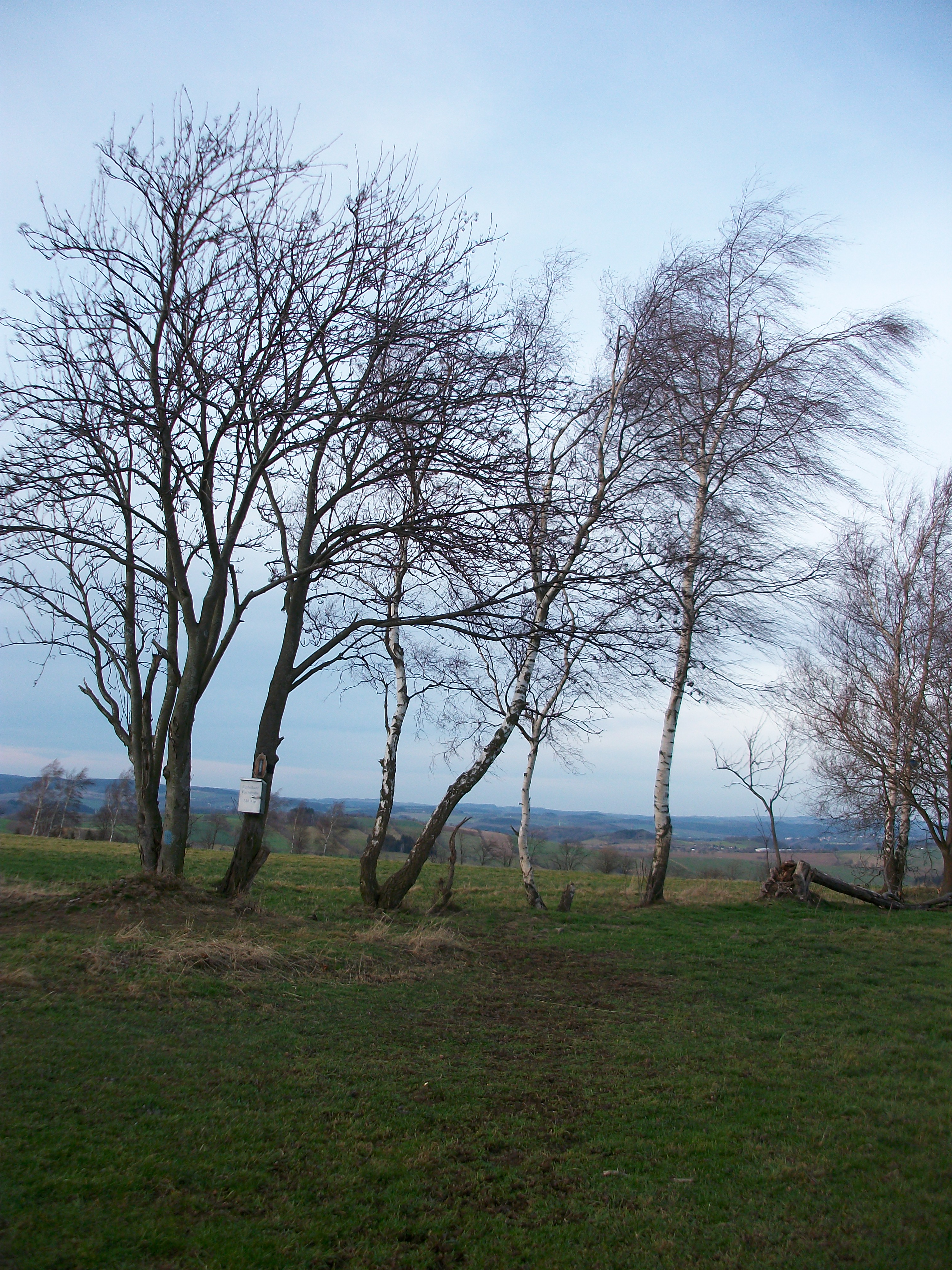
Arnsfeld Fuchshöhe
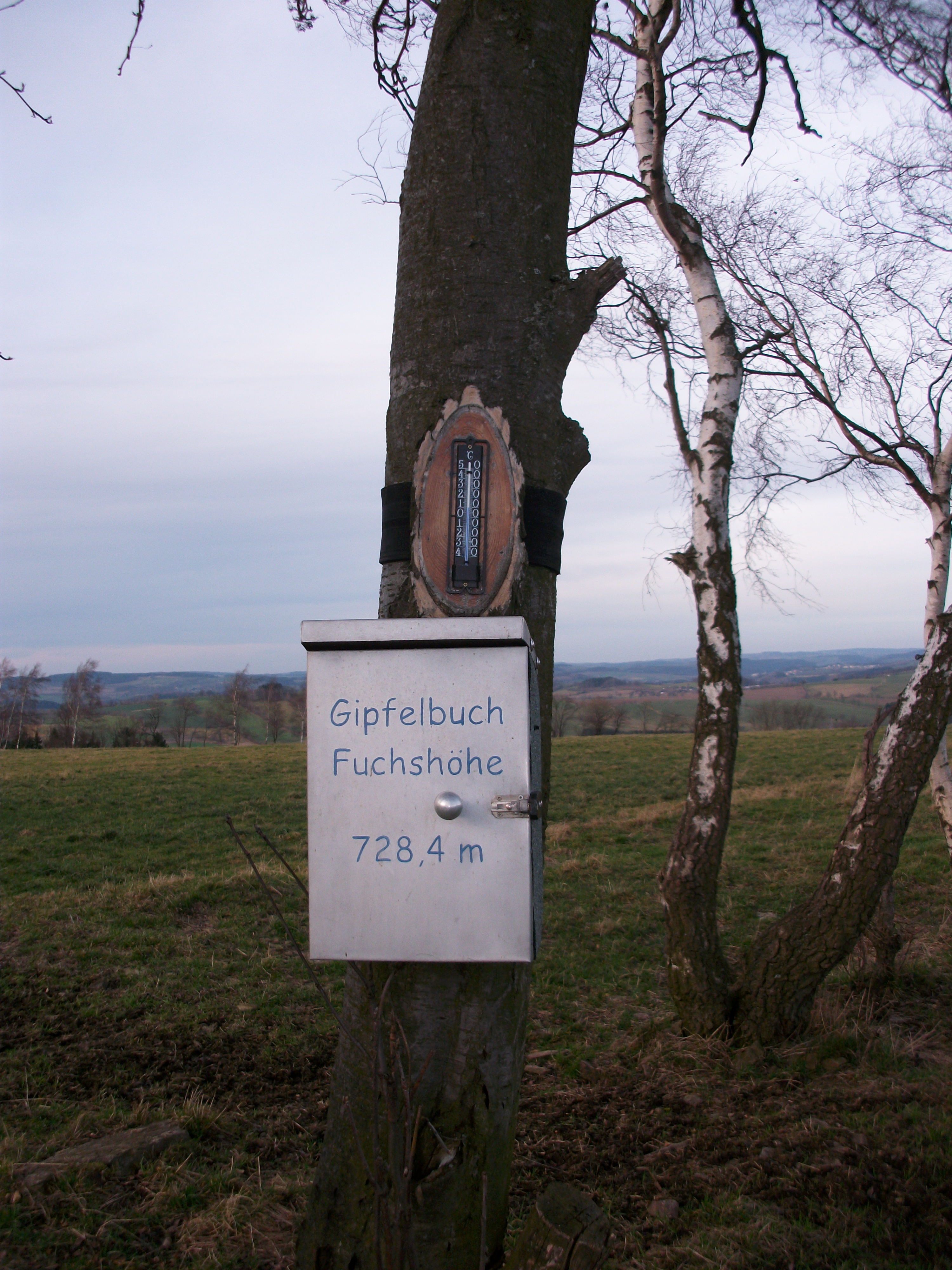
Fuchshöhe Gipfelbuch
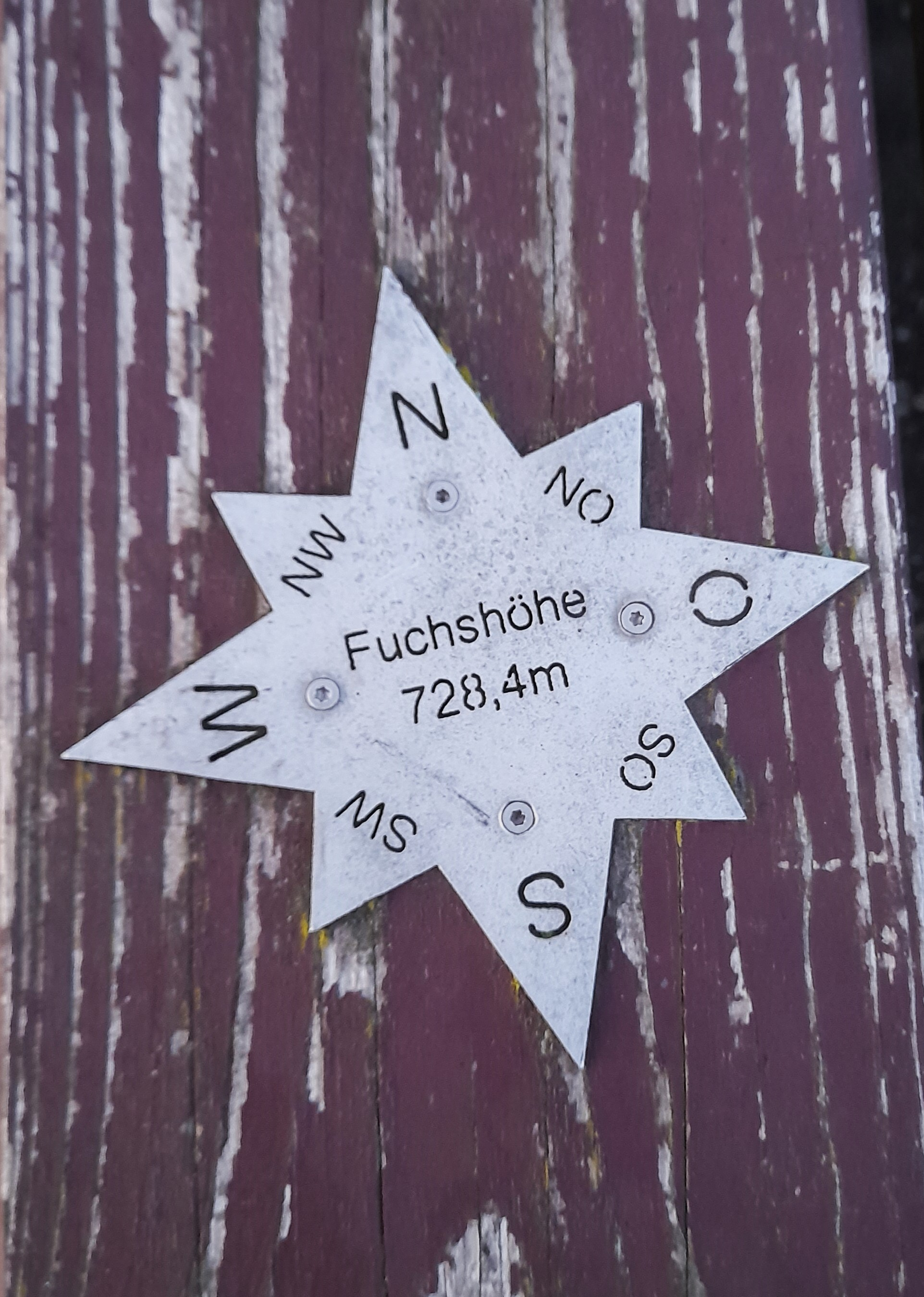
Fuchshöhe, Windrose auf dem Gipfel
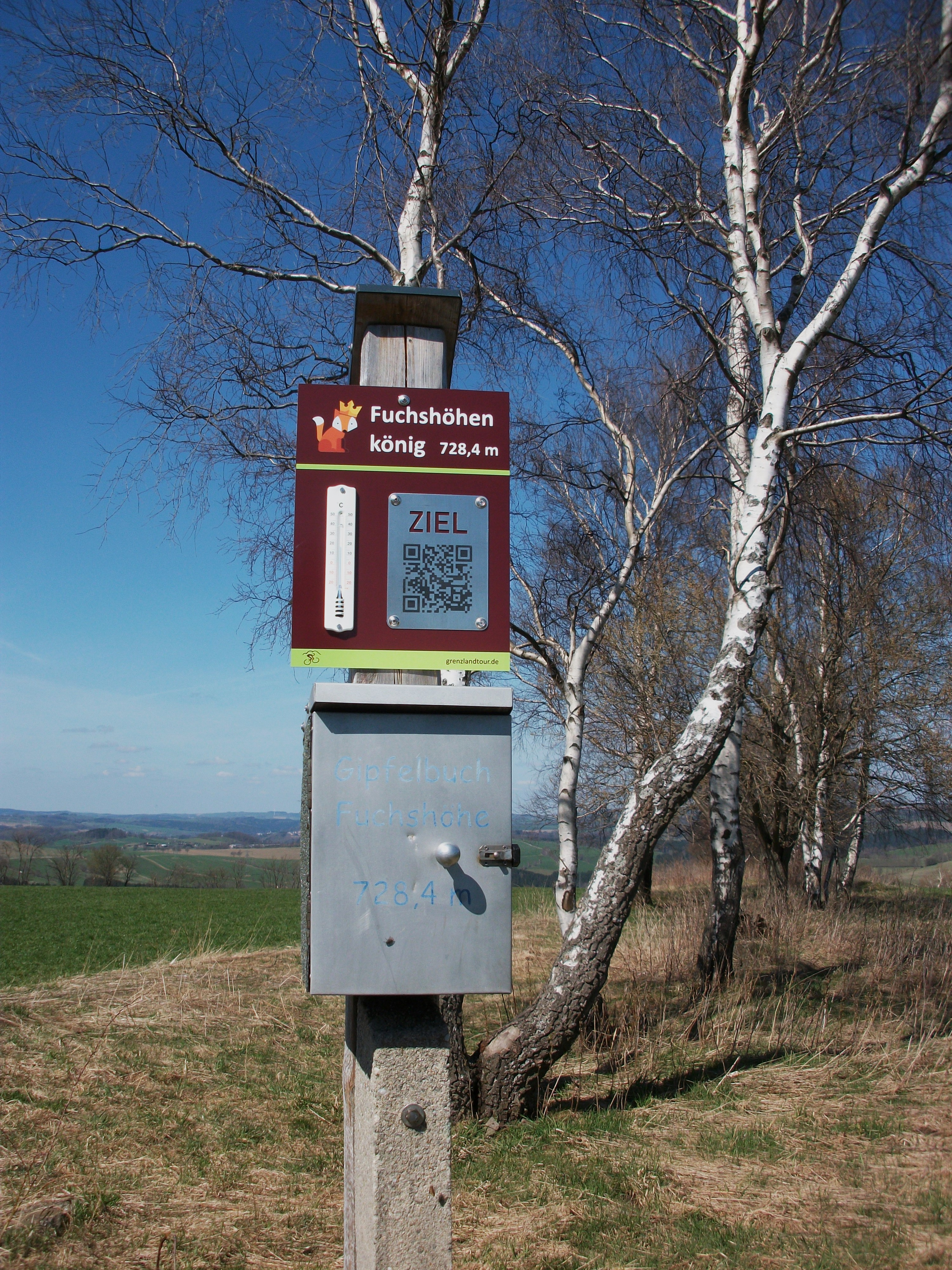
Fuchshöhenkönig, Ziel auf der Fuchshöhe